# نوازندگان شهر برمن
نوارندگان شهر برمن (به آلمانی: Die Bremer Stadtmusikanten) یک افسانه آلمانی است، که توسط برادران گریم، گردآوری، و در قصه‌های برادران گریم منتشر شده است.
نوازندگان شهر برمن، داستان چهار حیوان اهلی سالخورده را روایت می‌کند که پس از یک عمر کار سخت مورد بی توجهی و بدرفتاری اربابان سابق خود قرار می‌گیرند. در نهایت، آنها تصمیم می‌گیرند فرار کنند و نوازندگان شهری در شهر برمن شوند. برخلاف عنوان داستان، شخصیت‌ها هرگز به برمن نمی‌رسند، زیرا موفق می‌شوند گروهی از دزدان را فریب دهند و بترسانند، غنایم آنها را به چنگ آورند و به خانه‌شان نقل مکان کنند.

## داستان
در داستان، یک الاغ، یک سگ، یک گربه و یک خروس که همه از سال‌های ابتدایی زندگی و سودمندی خود در مزارع مربوطه خود گذشته بودند، به زودی توسط اربابانشان دور انداخته یا بدرفتاری می‌کردند. یکی یکی خانه هایشان را ترک می کنند و با هم راهی می‌شوند.
آن‌ها تصمیم می‌گیرند به برمن ، که به خاطر آزادی شهرت دارد، بروند تا بدون صاحب زندگی کنند و در آنجا نوازنده شوند. ("چیزی بهتر از مرگ که می‌توانیم هر کجا پیدا کنیم").
در راه برمن، کلبه ای روشن را می‌بینند. آنها به داخل نگاه می‌کنند و سه سارق را می‌بینند که از دستاوردهای نامناسب خود لذت می‌برند. روی پشت یکدیگر ایستاده‌اند و تصمیم می‌گیرند تا دزدها را با هیاهو بترسانند. مردها برای جان خود می‌دوند و نمی‌دانند این صدای عجیب چیست. حیوانات خانه را تصاحب می‌کنند، یک غذای خوب می‌خورند و برای عصر ساکن می‌شوند.
در اواخر همان شب، سارقان برگشته و یکی از اعضای خود را برای تحقیق به داخل می‌فرستند. چشمان گربه را می‌بیند که در تاریکی می‌درخشد و فکر می‌کند زغال های آتش را می‌بیند. دزد خود را به سمت خود می‌برد تا شمع خود را روشن کند. همه چیز پشت سر هم اتفاق می‌افتد. گربه با چنگال صورتش را می‌خاراند، سگ پایش را گاز می‌گیرد، الاغ با سم او را لگد می‌زند و خروس بانگ می‌زند و او را از در بیرون می‌کند. دزد وحشت زده به همراهانش می‌گوید که توسط یک جادوگر وحشتناک که او را با ناخن های بلندش خراشیده بود (گربه)، یک کوتوله که چاقو دارد (سگ)، یک هیولای سیاه که او را با چماق زده بود گرفتار شده است. (الاغ)، و بدتر از همه، قاضی که از پشت بام صدا می‌کند (خروس). دزدها کلبه را به دست موجودات عجیبی که آن را گرفته اند رها می کنند.
در نسخه اصلی این داستان که مربوط به قرن دوازدهم است، سارقان یک خرس، یک شیر و یک گرگ هستند که همگی حیواناتی هستند که در وسایل هرالدیک به نمایش درآمده اند. وقتی الاغ و دوستانش به برمن می‌رسند، مردم شهر آن‌ها را تشویق می‌کنند که منطقه را از شر جانوران وحشتناک خلاص کرده‌اند. یک نسخه جایگزین شامل این است که ارباب حیوانات از امرار معاش محروم می‌شوند (به دلیل اینکه دزدها پول او را دزدیدند و/یا مزرعه یا آسیاب او را ویران کردند) و مجبور بودند حیوانات خود را دور کنند و دیگر قادر به مراقبت از آنها نیستند. بعد از اینکه حیوانات دزدها را می‌فرستند، آنها درآمدهای غیرقانونی به دست آمده را به اربابشان پس می‌گیرند تا او بتواند دوباره بسازد. نسخه های دیگر شامل حداقل یک حیوان وحشی غیر دامی مانند مارمولک است که به حیوانات اهلی در اعزام دزدان کمک می‌کند.